# Liste der britischen Residenten in Perak
Dies ist eine Liste der Britischen Residenten des Malaiischen Staates von Perak, Britisch-Malaysia. Das Amt des Residenten war ein Verwaltungsposten. Nach den Konditionen des Vertrags von Pangkor, war der Resident ein Berater seiner Hoheit des Sultan von Perak. Die Entscheidungen des Residenten waren für den Sultan bindend, außer sie betrafen Angelegenheiten von Religion oder Kultur. Das Amt des British Resident entsprach dem heutigen Amt des Ministerpräsidenten (Menteri Besar) in einem Bundesstaat von Malaysia. Der Resident war der Vorsitzende des Rates von Perak (Perak State Council) und der Sultan war Lord President of the Council. Der offizielle Amtssitz des Residenten war Residency Hill, Taiping. Weitere Amtssitze waren in Kuala Kangsar und Ipoh.
Mit der Besatzung Malaysias durch japanische Truppen entfiel das Amt des Residenten. Nach dem Zweiten Weltkrieg setzte die britische Kolonialverwaltung an Stelle des Residenten einen britischen Berater ein. Als Malaysia in die Unabhängigkeit entlassen wurde, wurde auch der Posten des British Adviser abgeschafft.
| Britischer Resident                                                                    | Porträt | Auszeichnungen | Amtszeit                                |
| -------------------------------------------------------------------------------------- | ------- | -------------- | --------------------------------------- |
| 1 James Wheeler Woodford Birch                                                         |         | keine          | 4. November 1874 – 2. November 1875     |
| 2 Sir Frank Athelstane Swettenham                                                      |         | GCMG, CH       | 5. November 1875 – März 1876            |
| 3 James Guthrie Davidson                                                               |         | keine          | 11. April 1876 – 31. März 1877          |
| 4 Sir Hugh Low                                                                         |         | GCMG           | 1. April 1877 – 31. Mai 1889            |
| 5 Sir Frank Athelstane Swettenham                                                      |         | GCMG, CH       | 1. Juni 1889 – 30. Juni 1896            |
| 6 Sir William Hood Treacher                                                            |         | KCMG           | 1. Juli 1896 – 12. Dezember 1901        |
| 7 Sir John Pickersgill Rodger                                                          |         | KCMG           | 13. Dezember 1901 – 9. Februar 1904     |
| 8 Sir Ernest Woodford Birch                                                            |         | KCMG           | 10. Februar 1904 – 5. März 1911         |
| 9 Sir Henry Conway Belfield                                                            |         | KCMG, JP       | 6. März 1911 – 15. Dezember 1911        |
| 10 Oliver Marks                                                                        |         |                | 15. Dezember 1911 – 9. August 1912      |
| 11 Colonel William James Parke Hume                                                    |         | CMG            | 9. August 1912 – 12. August 1912        |
| 12 Sir Reginald George Watson                                                          |         | CMG            | 12. August 1912 – 17. September 1919    |
| 13 Sir William George Maxwell (amtierend bis 19. Dezember 1919)                        |         | KBE, CMG       | 17. September 1919 – 12. September 1920 |
| 14 Colonel William James Parke Hume (kommissarisch für Maxwell bis 12. September 1921) |         | CMG            | 29. Juni 1920 – 13. Juli 1921           |
| 15 Sir Cecil William Chase Parr                                                        |         | CMG, OBE       | 14. Juli 1921 – 20. Dezember 1925       |
| 16 Oswald Francis Gerard Stonor                                                        |         |                | 20. Dezember 1925 – 6. Juni 1927        |
| 17 Henry Wagstaffe Thomson                                                             |         |                | 6. Juni 1927 – 1929                     |
| 18 Charles Walter Hamilton Cochrane                                                    |         | CMG            | 1929–1930                               |
| 19 Bertram Walter Elles                                                                |         |                | 1931–1932                               |
| 20 Sir Geoffrey Edmund Cator                                                           |         | CMG            | 1933–1939                               |
| 21 Marcus Rex                                                                          |         | CMG            | 1939–1941                               |

| Britische Berater                                          | Porträt | Ehrungen | Amtszeit  |
| ---------------------------------------------------------- | ------- | -------- | --------- |
| 22 Arthur Vincent Aston                                    |         | CMG, MC  | 1946–1948 |
| 23 James Innes Miller                                      |         |          | 1948–1951 |
| 24 Edwin Cyril Geddes Barrett (kommissarisch für Blelloch) |         | CMG      | 1953–1954 |
| 25 Dato’ Ian Blelloch                                      |         | CMG      | 1951–1956 |